# Sdružení obcí Bílovecka
Sdružení obcí Bílovecka je svazek obcí v okresu Nový Jičín, okresu Opava a okresu Ostrava-město, jeho sídlem je Bílovec a jeho cílem je Rozvoj území členských obcí, prosazování společných cílů. Sdružuje celkem 11 obcí a byl založen v roce 2001.

## Obce sdružené v mikroregionu
- Bílovec
- Bítov
- Bravantice
- Jistebník
- Klimkovice
- Olbramice
- Slatina
- Tísek
- Těškovice
- Velké Albrechtice
- Zbyslavice